# 쉘리 베넷
쉘리 베넷(Shelley Bennett, 1981년 10월 14일 ~ )은 미국의 배우, 성우, 영화배우이다.
인디애나주에서 태어났다.

## 영화
- 어덜트후드 (2012년) - 자넬리 역
- 머신 헤드 (2011년)
- 해피 뉴 이어 (2011년)
- 비하인드 더 베일 (2010년)
- 킥킹 샌드 인 유어 페이스 (2009년)